# Wydział Humanistyczny Uniwersytetu Jana Długosza w Częstochowie
Wydział Humanistyczny Uniwersytetu Jana Długosza w Częstochowie (WFH UJD) – jeden z 6 wydziałów Uniwersytetu Jana Długosza w Częstochowie powstały w 1990 roku wyniku reorganizacji Wydziału Humanistycznego ówczesnej Wyższej Szkoły Pedagogicznej. Kształci studentów na jedenastu podstawowych kierunkach zaliczanych do nauk humanistycznych i nauk społecznych na studiach stacjonarnych oraz niestacjonarnych.
Wydział Humanistyczny jest jednostką interdyscyplinarną. W jego ramach znajdują się 3 instytuty i 1 katedra. Aktualnie zatrudnionych jest 92 pracowników naukowo-dydaktycznych, z czego 13 z tytułem profesora, 30 doktora habilitowanego, 43 doktora i 6 magistra. Na wszystkich kierunkach i specjalnościach kształci się ogółem ponad 1800 studentów, w tym ponad 1500 studentów na studiach dziennych i ponad 300 na studiach zaocznych oraz 70 słuchaczy na studiach podyplomowych, a także kilkunastu doktorantów, odbywających studia doktoranckie w ramach Wydziałowego Studium Doktoranckiego.

## Historia
Wydział Filologiczno-Historyczny (od 1 października 2019: Humanistyczny) powstał w 1990 roku. W lutym 2008 roku od wydziału zostały odłączone dwa instytuty: Administracji oraz Zarządzania i Marketingu, które zasiliły Wydział Nauk Społecznych. W 2001 roku Centralna Komisja do Spraw Stopni i Tytułów przyznała tej jednostce prawo do nadawania stopnia naukowego doktora nauk humanistycznych w dyscyplinie historia, a w 2007 stopnia naukowego doktora habilitowanego w tej samej dyscyplinie. Kolejnym krokiem na drodze rozwoju wydziału było uzyskanie przez niego prawa do doktoryzowania w dyscyplinach: literaturoznawstwo w 2011 roku i językoznawstwo w 2015 roku. Od pierwszego marca 2016 roku Wydział Filologiczno-Historyczny został  połączony z Wydziałem Nauk Społecznych i w wyniku tego połączenia powstał nowy Wydział Filologiczno-Historyczny. Od 1 października 2019 roku, zarządzeniem Rektora UJD, Wydział funkcjonuje jako Wydział Humanistyczny Uniwersytetu Humanistyczno-Przyrodniczego im. Jana Długosza w Częstochowie, po zmianie nazwy Uczelni, jako Uniwersytetu Jana Długosza w Częstochowie.

## Władze Wydziału
W kadencji 2024–2028:
| Stanowisko | Imię i nazwisko           |
| --- | ------------------------- |
| Dziekan | dr Przemysław Sznurkowski |
| Prodziekan ds. Kształcenia i Spraw Studenckich (Kierunki: Historia, Iberoznawstwo) | dr Andrzej Skwara         |
| Prodziekan ds. Kształcenia i Spraw Studenckich (Kierunki: Filologia - specjalność filologia angielska, Filologia - specjalność filologia germańska, Specialized English for Business) | dr Olga Binczyk           |
| Prodziekan ds. Kształcenia i Spraw Studenckich (Kierunki: Filologia polska, Dziennikarstwo i kultura mediów)                                                                          | dr Agnieszka Pobratyn     |
| Prodziekan ds. Kształcenia i Spraw Studenckich (Kierunki: Filozofia) | dr Grzegorz Sitek         |

## Kierunki kształcenia
Dostępne kierunki:
- Dziennikarstwo i kultura mediów (studia I i II stopnia)
- Filologia angielska (studia I i II stopnia)
- Filologia germańska (kształcenie od podstaw) (studia I stopnia)
- Filologia germańska (studia I i II stopnia)
- Filologia polska (studia I i II stopnia)
- Filozofia (studia I i II stopnia)
- Historia (studia I i II stopnia)
- Iberoznawstwo (studia I i II stopnia)
- Philosophy, Full-time, 1st Degree (studia I stopnia)
- Specialized English for Business (studia II stopnia)

Wydział Humanistyczny oferuje także studia doktoranckie (trzeciego stopnia) na kierunkach:  historia,  językoznawstwo i  literaturoznawstwo. Ma uprawnienia do nadawania następujących stopni naukowych: 
- doktora nauk humanistycznych w zakresie: historii, językoznawstwa i literaturoznawstwa,
- doktora habilitowanego nauk humanistycznych w zakresie historii.

## Struktura organizacyjna
| Jednostka                   | Kierownik                              |
| --------------------------- | -------------------------------------- |
| Instytut Historii           | dr hab. Robert Majzner                 |
| Instytut Językoznawstwa     | dr hab. Elżbieta Pawlikowska-Asendrych |
| Instytut Literaturoznawstwa | prof. dr hab. Adam Regiewicz           |
| Katedra Filozofii           | dr hab. Maciej Woźniczka               |